# Pioneer Mountains (Montana)
Pioneer Mountains je pohoří v Beaverhead County, na jihozápadě Montany, v blízkosti hranice s Idahem.
Rozkládá se ze severu k jihu a je obklopené ze severu a severozápadu pohořím Anaconda Range a ze západu a jihozápadu pohořím Beaverhead Mountains. Podél celé východní hranice pohoří prochází silnice Interstate 15.
Nejvyšší horou je Tweedy Mountain s nadmořskou výškou 3 400 metrů. Pioneer Mountains leží v národním lese Beaverhead National Forest. Je součástí severních amerických Skalnatých hor.